# 戴文·青木
戴文·青木（英語：Devon Edwenna Aoki，1982年8月10日—），美國超級名模和演員。

## 早年
戴文出生於美國紐約。父親是日裔美國企業家青木廣彰，母親潘蜜拉·希爾伯格具有德意志和英格蘭血統，哥哥是電子音樂家史蒂夫·青木。戴文從13歲開始模特兒生涯，她的乾媽將她介紹給英國超模凱特·摩絲認識。
戴文14歲與英國知名模特兒經紀公司Storm Model Management簽約。在1998年，當時戴文16歲，她取代英國超級名模娜歐蜜·坎貝兒，成為凡賽斯代言人。

## 模特生涯
戴文為蘭蔻、凡賽斯及香奈兒等高級品牌做模特。

## 電影作品
- 《速度与激情2》（2003年）
- 《少女特工隊》（2004年）
- 《萬惡城市》（2005年）
- 《生死格鬥》（2006年）
- 《搏‧激‧戰》（Rogue Assassin；中譯：玩命對戰/遊俠；美譯：WAR）（2007年）
- 《變異編年史》（2007年）
- 《變異編年史》（2008年）

## 外部連結
- Devon Aoki在互联网电影资料库（IMDb）上的資料（英文）
- Devon Aoki在TV.com
- Devon Aoki的Instagram帳戶 （页面存档备份，存于）